# Нельсон, Дэйв
Дэвид «Дэйв» Не́льсон (англ. David «Dave» Nelson; род. 6 ноября 1974, Lodi, Висконсин) — американский кёрлингист.
Играл в основном на позиции четвёртого.
В составе мужской сборной США участник чемпионата мира 2002. Чемпион США среди мужчин (2002).

## Достижения
- Чемпионат США по кёрлингу среди мужчин: золото (2002).
- Чемпионат США по кёрлингу среди смешанных команд: бронза (1999).

## Команды
| Сезон                                          | Четвёртый    | Третий            | Второй        | Первый        | Запасной                          | Турниры                       |
| ---------------------------------------------- | ------------ | ----------------- | ------------- | ------------- | --------------------------------- | ----------------------------- |
| 1999—00                                        | Donnie Henry | Jim Jeruelle, Jr. | Jeremy Sigel  | Дэйв Нельсон  |                                   |                               |
| 2001—02                                        | Пол Пустовар | Майк Фрабони      | Джефф Гудленд | Ричард Маскел | Дэйв Нельсон тренер: Майкл Лиапис | ЧСША 2002 · ЧМ 2002 (4 место) |
| 2002—03                                        | Дэйв Нельсон | Pat Roe           | Jeremy Roe    | Mark Hartmann |                                   |                               |
| 2003—04                                        | Donnie Henry | Дэйв Нельсон      | Jeff Wright   | Sean Silver   |                                   |                               |
| 2004—05                                        | Дэйв Нельсон | Paul Hanke        | Tim Ebert     | Tim Patterson |                                   |                               |
| 2005—06                                        | John Kram    | Jason Neutz       | Дэйв Нельсон  | Greg Neutz    |                                   |                               |
| Кёрлинг среди смешанных команд (mixed curling) |              |                   |               |               |                                   |                               |
| 1998—99                                        | Дэйв Нельсон | ?                 | ?             | ?             |                                   | ЧСШАСК 1999                   |

(скипы выделены полужирным шрифтом)